# Arthroleptella
Arthroleptella là một chi động vật lưỡng cư trong họ Pyxicephalidae, thuộc bộ Anura. Chi này có 7 loài và 14% bị đe dọa hoặc tuyệt chủng.

## Danh sách loài
- Arthroleptella bicolor Hewitt, 1926
- Arthroleptella drewesii Channing, Hendricks & Dawood, 1994
- Arthroleptella landdrosia Dawood & Channing, 2000
- Arthroleptella lightfooti (Boulenger, 1910)
- Arthroleptella rugosa Turner & Channing, 2008
- Arthroleptella subvoce Turner, de Villiers, Dawood & Channing, 2004
- Arthroleptella villiersi Hewitt, 1935

Ngoài ra còn có 2 loài sau được chuyển sang chi Anhydrophryne (Dawood and Stam 2006):
- Arthroleptella hewitti ↔ Anhydrophryne hewitti (FitzSimons, 1947)
- Arthroleptella ngongoniensis ↔ Anhydrophryne ngongoniensis (Bishop and Passmore, 1993)